# Diagramma
Diagramma is een geslacht van straalvinnige vissen uit de familie van grombaarzen (Haemulidae). Het geslacht is voor het eerst wetenschappelijk beschreven in 1817 door Oken.

## Soorten
- Diagramma centurio Cuvier, 1830
- Diagramma labiosum Macleay, 1883
- Diagramma melanacrum Johnson & Randall, 2001
- Diagramma pictum (Thunberg, 1792)
- Diagramma punctatum G. Cuvier, 1830